# Операција Огањ '92
Операција Огањ '92 је била војна акција изведена 7. октобра 1992. године изведено 505. бужимска бригада Армије Републике Босне и Херцеговине (АРБиХ), тада звана 105. бужимско-крајишке бригаде. Циљ операције је био сузбијање 1. новиградске пјешадијске бригаде Војске Републике Српске (ВРС), која је била стационирана на периферији Бужима, и заузимање узвишења Ћорковача.

## Операција
У овој операцији 505. бужимска бригада је заузела Ћорковачу и преузела контролу над дијелом границе Републике Босне и Херцеговине (РБиХ). Акцију су извели ЧСН "Хамза" и чета другог батаљона 105. бужимске бригаде са "Апача" одредом из 111. босанскокрупске бригаде. Ова битка је била стратешки успех за младог генерала Изета Нанића и прва офанзивна акција 505. бужимске бригаде.

## Епилог
Отприлике је заузето 20 км2 територије на подручју Ћорковаче, заробљена је значајна количина наоружања и муниције, а убијено је неколико десетина војника ВРС. Овим освајањем створени су знатно повољнији услови за планирање ширег похода на заузимање територије Републике Босне и Херцеговине на сјеверу и истоку. Фронтални напад више није био једина опција. Граница Републике Босне и Херцеговине од Ћулумака до Ћорковаче, у дужини од 10 км, је заузета, која до краја рата више није била изгубљена.